# Заварзина, Елизавета Дмитриевна
Елизавета Дмитриевна Заварзина (род. 7 октября 2004 года, Кемерово, Россия) — российская спортсменка, тайский боксер. Чемпионка России 2025 года в весовой категории до 45 кг. Бронзовая медалистка чемпионата мира 2025.

## Биография
Родилась Елизавета в сибирском городе Кемерово, в школьные годы увлекалась музыкой, затем в возрасте 12 лет начала заниматься муайтай, где ее первым тренером был Семенов Валентин Владимирович.

## Спортивная карьера
В 2022 году на международной арене она заработала свою первую медаль на первенстве Европы среди юниоров в Турции, а также на первенстве мира в Малайзии, где в обоих соревнованиях она добыла золотые медали для своей сборной. В мае 2023 года она дошла до финала первенства мира в столице Таиланда Бангкоке. В августе 2023 года она выступила на вторых играх стран СНГ в Беларуси, среди спортсменов до 23 лет она смогла стать финалисткой данных игр. В конце ноября 2023 года стала победительницей кубка России среди взрослых в Нижнем Новгороде. В 2024 году она выиграла первенство России до 23 лет и в качестве первого номера в сборной приняла участие на первенстве мира в греческих Патрах, где ей тоже не было равных. В финальном поединке она одержала верх над Маей Хоанг Ханх (Вьетнам). В феврале 2025 года впервые стала чемпионкой России среди взрослых в столице Урала Екатеринбурге в весовой категории до 45 кг.

## Спортивные достижения
- Первенство Европы среди юниоров 2022 — ;
- Первенство мира среди юниоров 2022 — ;
- Первенство мира до 23 лет 2023 — ;
- Игры стран СНГ 2023 — ;
- Кубок России 2023 — ;
- Первенство России до 23 лет 2024 — ;
- Первенство мира до 23 лет 2024 — ;
- Чемпионат России 2025 — ;
- Чемпионат мира 2025 — ;

## Личная информация
Заварзина является студенткой Кемеровского государственного университета (КемГУ).